# سارا عصام
سارا عصام (انگلیسی: Sarah Essam؛ زادهٔ ۶ آوریل ۱۹۹۹) بازیکن فوتبال اهل مصر است که در حال حاضر برای باشگاه فوتبال زنان راگبی بورو، یک باشگاه فوتبال مستقر در راگبی، واریک‌شایر بازی می‌کند.
از باشگاه‌هایی که در آن بازی کرده است می‌توان به اشاره کرد.
وی همچنین در تیم‌های ملی فوتبال زیر ۱۷ سال و بزرگسالان زنان مصر بازی کرده است.

## زندگی شخصی
برادر سارا عصام، بازیکن فوتبال و دروازه‌بان پیشین باشگاه فوتبال الموکاولون است.
او با طراح مد دیانا شابان همکاری کرده و به نمایش مجموعه لباس‌های زنانه شابان کمک کرده است. سارا عصام، محمد صلاح را یکی از الگوهای خود می‌داند.
در سال ۲۰۱۸، سارا جایزه زن عرب سال: دستاورد در ورزش را از سوی فدراسیون عرب در لندن دریافت کرد.
او به عنوان بخشی از تیم گزارشگران بی‌بی‌سی در مراسم اهدای جوایز CAF در سال ۲۰۱۷، جام جهانی فوتبال زنان ۲۰۱۹ و جام ملت‌های آفریقا ۲۰۱۹ فعالیت کرده است.
سارا عصام به عنوان سفیر جام جهانی فوتبال ۲۰۲۲ فعالیت کرده و در کنار دیوید بکام کار کرده است.
او همچنین با آدیداس قرارداد امضا کرده و به اولین فوتبالیست مصری تبدیل شده که این برند ورزشی او را انتخاب کرده است.

## دوران دانشگاهی
سارا عصام در دانشگاه داربی ثبت‌نام کرد و در رشته مهندسی عمران تحصیل نمود. او همچنین برای تیم دانشگاهی‌اش بازی کرد و در کنار استوک، یک بورس تحصیلی فوتبال برای سال آخر خود دریافت کرد.

## دوران باشگاهی
سارا در کودکی با خواهر و برادرانش فوتبال و همچنین بسکتبال نیز بازی کرده است. او به آکادمی باشگاه فوتبال زنان وادی دجله پیوست. او در سن ۱۵ سالگی برای تیم اول باشگاه فوتبال زنان وادی دجله به میدان رفت و جوان‌ترین بازیکن در لیگ برتر فوتبال زنان مصر بود.
پس از بازی در مصر، سارا در سال ۲۰۱۷ به عنوان اولین زن مصری که فوتبال رقابتی در بریتانیا بازی می‌کند، با باشگاه فوتبال زنان استوک سیتی قرارداد بست. او همچنین برای عضویت در ساندرلند، دربی کانتی و بیرمنگام نیز تلاش کرد. در فصل ۲۰۱۸–۱۹، او بهترین گلزن تیم توسعه استوک سیتی بود و ۱۲ گل در ۱۲ بازی به ثمر رساند و جایزه کفش طلایی را دریافت کرد. در طول دنیاگیری کووید-۱۹، نتایج فصل لیگ ملی زنان انگلیس باطل شد و سارا به مصر بازگشت تا تمرین کند.
در سال ۲۰۲۲، او با فونداسیون آلباسته باشگاهی از پرایمرا فدرسیون، لیگ دوم فوتبال زنان اسپانیا قرارداد بست.
در سال ۲۰۲۳، او با باشگاه فوتبال زنان راگبی بورو به عنوان بخشی از تلاش‌های برندسازی این تیم، قرارداد بست.

## دوران ملی
سارا عصام با تیم ملی فوتبال زیر ۱۷ سال زنان مصر در مسابقات انتخابی جام جهانی ۲۰۱۶ بازی کرد. در سن ۱۶ سالگی، او در سال ۲۰۱۶ به تیم ملی دعوت شد تا در مسابقات انتخابی جام ملت‌های زنان آفریقا ۲۰۱۶ شرکت کند، اما برای خود تورنمنت از لیست کنار گذاشته شد.
سارا در کسب مقام سوم مصر در جام کشورهای عربی ۲۰۲۱ شرکت کرد و یک گل در شکست ۲–۵ مصر مقابل اردن به ثمر رساند.
او برای انتخابی جام ملت‌های زنان آفریقا ۲۰۲۴ در سپتامبر ۲۰۲۳ دعوت شد. او در هر دو بازی از پیروزی ۸–۰ (در مجموع دوبازی رفت و برگشت) مصر مقابل سودان گلزنی کرد.